# Sterijino
Sterijino è un villaggio della Serbia situato nella municipalità di Ada, nel distretto del Banato Settentrionale, nella provincia di Voivodina. La popolazione, maggiormente composta dagli Ungheresi, conta 234 abitanti (censimento del 2002).